# Freud: Tajná vášeň
Freud: Tajná vášeň (v originále Freud: The Secret Passion) je americký film z roku 1962. Jde o biografické drama pojednávající o pěti klíčových letech v životě zakladatele psychoanalýzy Sigmunda Freuda (1885-1890), zejména o léčení jeho pacientky Cecílie. Režisérem snímku byl John Huston. Roku 1958 Huston požádal o sepsání synopse francouzského filozofa Jean-Paul Sartra. Ten připravil 95 stran textu, což bylo na synopsi dlouhé. Huston několikrát požádal o zkrácení, Sartre však nadále dodával příliš dlouhé texty a nakonec odmítl dále na filmu pracovat. Jeho vliv je však na konečném scénáři patrný. Cecílii měla původně hrát Marilyn Monroe, nakonec ji ztvárnila Susannah Yorková. Freuda hrál Montgomery Clift. Film byl nominován na dva Oscary, za hudbu Jerry Goldsmitha a scénář Charlese Kaufmana a Wolfganga Reinhardta.